# Florence Kiplagat

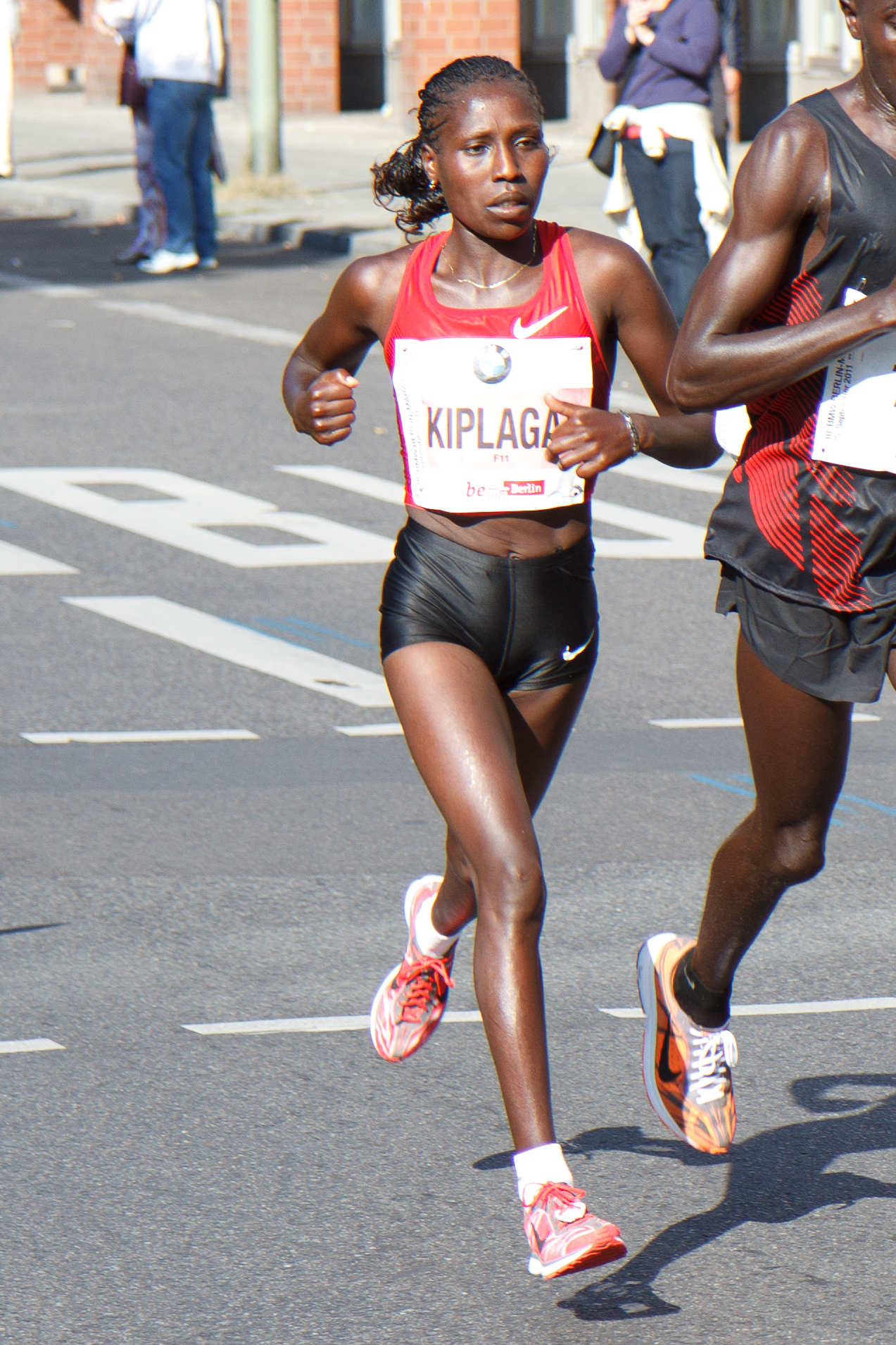
Florence Kiplagat op weg naar de overwinning in de marathon van Berlijn, 2011.

Florence Jebet Kiplagat (Kapkitony, Keiyo, 27 februari 1987) is een Keniaanse atlete, die gespecialiseerd is in het langeafstandslopen. Zij werd in 2009 wereldkampioene veldlopen en in 2010 wereldkampioene op de weg.

## Biografie

### Voortvarende start
De atletiekloopbaan van Kiplagat, die haar middelbareschoolopleiding volgde op de Sircoech Secondary School in Iten, kende een voortvarende start. Weliswaar lukte het haar niet om een beurs te verwerven voor een studie aan een universiteit in de Verenigde Staten, iets wat ze graag had gewild, dit nam niet weg dat zij in 2006, op haar negentiende, reeds een zilveren medaille op de 5000 m wist te veroveren tijdens de wereldkampioenschappen voor junioren in Peking. En een jaar later, op de wereldkampioenschappen veldlopen in Mombassa, zat ze er met een vijfde plaats bij de senioren ook al heel goed bij. Bovendien werd ze met haar landgenotes op dit kampioenschap in de landenwedstrijd tweede achter het team van Ethiopië, gevolgd door dat van Marokko.

### Huwelijk en dochter
In 2007 trouwde Florence Kiplagat met Moses Mosop, eveneens een langeafstandsloper. In dat jaar trad zij ook in loondienst bij de Keniaanse politie. In juli 2007 onderbrak ze vervolgens haar training, omdat ze in verwachting bleek te zijn. In maart 2008 werd dochter Aisha geboren, waarna zij in augustus van dat jaar de training hervatte. Dit was ook een van de redenen waarom zij, nadat zij eerder onder contract had gestaan bij Global Sports van Jos Hermens, in 2008 overstapte naar Gianni Demadonna als haar manager en Renato Canova als haar trainer.

### Comeback en wereldtitel
Al gauw had Kiplagat haar vroegere vorm weer te pakken en, nadat zij deze aan het begin van 2009 had getest in enkele veldlopen in Spanje, die ze beide won, maakte zij haar opwachting bij de WK veldlopen, waar zij vervolgens haar beste prestatie leverde tot dan toe. In het Jordaanse Amman veroverde zij de wereldtitel. Lang zag het er in de wedstrijd overigens naar uit dat landgenote Linet Masai de eerste Keniaanse zou worden die sinds 1994 weer een veldlooptitel voor Kenia zou veroveren. Maar tegen veler verwachting in en zeker van die van Masai haalde Kiplagat haar in de eindsprint heuvelopwaarts niet alleen in, maar wist zij haar landgenote ook te passeren. Aan de finish bedroeg het verschil tussen dit tweetal drie seconden. Tijden: 26.13 om 26.16. De Ethiopische Meselech Melkamu moest genoegen nemen met een derde plaats in 26.19. Als gevolg van deze dubbeloverwinning wonnen de Keniaanse vrouwen ook het landenklassement, vóór Ethiopië en Portugal.

### Teleurstelling op WK
De tactiek om aan de finish als een duveltje uit een doosje tevoorschijn te komen, door Kiplagat zo voortreffelijk toegepast in Amman, werd later dat jaar gekopieerd door haar slachtoffer van toen, Linet Masai. Tijdens de wereldkampioenschappen in Berlijn wist Masai op de 10.000 m na een felle eindsprint op de streep Meselech Melkamu te verschalken, die dacht al gewonnen te hebben. Kiplagat kon ditmaal in dit geweld niet meekomen en eindigde op bijna 40 seconden achterstand op haar landgenote op de twaalfde plaats.

### Wereldkampioene halve marathon
Aan het begin van 2010 was Florence Kiplagat vanwege een blessure niet in staat om haar wereldtitel te verdedigen op de WK veldlopen. In september was ze echter volledig hersteld en debuteerde zij op de halve marathon in Lille (Rijsel), die zij won in een tijd van 1:07.40. Hierdoor plaatste zij zichzelf direct in een favorietenrol voor het wereldkampioenschap halve marathon in Nanking. Die rol maakte ze waar. In de Chinese stad snelde zij bij de vrouwen naar de overwinning, door in de laatste 800 meter weg te lopen van haar directe concurrente, de Ethiopische Dire Tune en beëindigde zij de tweede halve marathon in haar carrière in 1:08.24. Tune kwam negen seconden later over de streep en Peninah Arusei (Ken.) werd derde in 1:09.05. De Keniaanse vrouwen werden tevens eerste in het landenklassement. Vervolgens werd ze een maand later tweede achter de Ethiopische Genet Getaneh in de Nijmeegse Zevenheuvelenloop.

### Op de marathon bij de snelsten
Reeds een jaar na haar debuut op de halve marathon waagde Florence Kiplagat zich aan de hele marathon en met succes. Op 25 september 2011 snelde zij in de marathon van Berlijn naar een tijd van 2:19.44. Hiermee won ze niet alleen, ze realiseerde er ook de derde beste jaartijd ter wereld mee en werd in de geschiedenis van deze marathon de vijfde vrouw die de afstand binnen de 2 uur en twintig minuten had afgelegd. Zelfs regerend wereldrecordhoudster Paula Radcliffe kon ditmaal weinig inbrengen tegen de ontketende Keniaanse en werd derde op een achterstand van ruim vier minuten.

### Spelen in Londen gemist
Vanwege haar prestaties in de voorafgaande jaren ging Kiplagat in januari 2012 als favoriete van start in de halve marathon van Egmond. In onstuimige omstandigheden – er woei een harde noordwestenwind – moest ze de in de Noord-Hollandse badplaats de eer van de overwinning echter laten aan de Ethiopische Meseret Hailu, die haar met haar tijd van 1:11.18 vier tellen voor bleef. Eind februari kwam zij vervolgens op de halve marathon van Rome-Ostia tot een winnende 1:06.38, wat op dat moment de derde snelste wereldtijd ooit was.
Daarna richtte Kiplagat zich weer op de baan, omdat zij zich op de 10.000 m wilde kwalificeren voor de Olympische Spelen in Londen. Haar deelname aan de Prefontaine Classic leverde haar achter Tirunesh Dibaba een veelbelovende tweede plaats op in 30.24,85. Bij de Keniaanse Trials finishte zij echter als vierde, waardoor zij er niet in slaagde om zich voor Londen te kwalificeren. De rest van 2012 liet zij vervolgens aan zich voorbij gaan.
Pas medio februari 2013 liet Kiplagat weer van zich horen: op de sterk bezette halve marathon van Ras al-Khaimah liet zij met 1:07.13 haar op-één-na snelste tijd ooit optekenen, al kwam ze er in de hoofdstad van de Verenigde Arabische Emiraten niet verder mee dan de vijfde plaats.
Florence Kiplagats oom William Kiplagat is een succesvolle marathonloper.
Vanaf 2017 heeft zij geen wedstrijden meer gelopen.

## Titels
- Wereldkampioene veldlopen - 2009
- Wereldkampioene halve marathon - 2010
- Keniaans kampioene 10.000 m - 2014

## Persoonlijke records
Baan
| Onderdeel | Prestatie        | Datum        | Plaats   |
| --------- | ---------------- | ------------ | -------- |
| 1500 m    | 4.09,0           | 16 juni 2007 | Nairobi  |
| 3000 m    | 8.40,72          | 8 juli 2010  | Lausanne |
| 5000 m    | 14.40,14         | 3 juli 2009  | Oslo     |
| 10.000 m  | 30.11,53 (ex-NR) | 14 juni 2009 | Utrecht  |

Weg
| Onderdeel      | Prestatie       | Datum             | Plaats    |
| -------------- | --------------- | ----------------- | --------- |
| 10 km          | 31.01           | 15 februari 2015  | Barcelona |
| 15 km          | 46.14 (ex-WR)   | 15 februari 2015  | Barcelona |
| 20 km          | 1:01.54 ex-(WR) | 15 februari 2015  | Barcelona |
| halve marathon | 1:05.09 (ex-WR) | 15 februari 2015  | Barcelona |
| 25 km          | 1:22.56         | 29 september 2013 | Berlijn   |
| 30 km          | 1:39.11         | 13 april 2014     | Londen    |
| marathon       | 2:19.44         | 25 september 2011 | Berlijn   |

## Palmares

### 5000 m
Kampioenschappen
- 2006:  WJK in Peking - 15.32,34

Golden League-podiumplek
- 2007:  FBK-Games - 14.40,74
- 2007:  Meeting Gaz de France – 15.23,85

### 10.000 m
Kampioenschappen
- 2007:  NK in Utrecht - 31.06,20
- 2009:  WR-Festival te Utrecht - 30.11,53 (NR)
- 2009: 12e WK - 31.30,85
- 2012: 4e Keniaanse kamp. in Nairobi - 32.27,54
- 2014:  Keniaanse kamp. in Nairobi - 32.30,92
- 2014:  Gemenebestspelen - 32.09,48

Diamond League-podiumplekken
- 2012:  Prefontaine Classic – 30.24,85

### 5 km
- 2011:  Corrida de Mulher in Lissabon - 15.41

### 10 km
- 2010:  Great Edinburgh Run - 32.10
- 2014:  Nairobi Diamond Run - 31.42
- 2016:  Tilburg Ten Miles - 32.27

### 15 km
- 2010:  Zevenheuvelenloop - 48.08
- 2018: 5e Zevenheuvelenloop - 49.01

### 10 Eng. mijl
- 2013:  Great South Run - 53.53

### halve marathon
- 2010:  halve marathon van Lille (Rijsel) - 1:07.40
- 2010:  WK - 1:08.24
- 2011:  halve marathon van Sapporo - 1:10.29
- 2011:  halve marathon van Klagenfurt - 1:08.02
- 2012:  halve marathon van Egmond - 1:11.21
- 2012:  halve marathon van Rome-Ostia - 1:06.38
- 2013: 5e halve marathon van Ras al-Khaimah - 1:07.13
- 2013:  halve marathon van Klagenfurt - 1:10.06
- 2013:  halve marathon van New Delhi - 1:08.00
- 2014:  halve marathon van Barcelona - 1:05.12
- 2014:  halve marathon van New Delhi - 1:10.04
- 2015:  halve marathon van Barcelona - 1:05.09
- 2015: 4e halve marathon van Luanda - 1:09.52
- 2016:  halve marathon van Barcelona - 1:09.19
- 2016:  halve marathon van Zwolle - 1:11.20
- 2017:  halve marathon van Barcelona - 1:08.15

### marathon
- 2011:  marathon van Berlijn - 2:19.44
- 2012: 4e marathon van Londen - 2:20.57
- 2013: 6e marathon van Londen - 2:27.05
- 2013:  marathon van Berlijn - 2:21.13
- 2014:  marathon van Londen - 2:20.24
- 2014:  marathon van Chicago - 2:25.57 (na DSQ van Rita Jeptoo)
- 2015: 5e marathon van Londen - 2:24.15
- 2015:  marathon van Chicago - 2:23.33
- 2016:  marathon van Londen - 2:23.39
- 2016:  marathon van Chicago - 2:21.32
- 2017: 9e marathon van Londen - 2:26.25

### veldlopen
- 2007:  Internationale Sprintcross in Breda - 18.43
- 2007: 5e WK in Mombassa - 27.26
- 2009:  WK in Amman - 26.13

- Biblioteca Nacional de España: XX5496415
- World Athletics: 14289139
- Virtual International Authority File: 317275305
- WorldCat: E39PBJjHcypPRXjffJBRdBjBfq